# Bobryzja (Tscherkassy)
Bobryzja (ukrainisch Бобриця; russisch Бобрица Bobryza) ist ein Dorf im Norden der ukrainischen Oblast Tscherkassy mit etwa 1000 Einwohnern (2001).

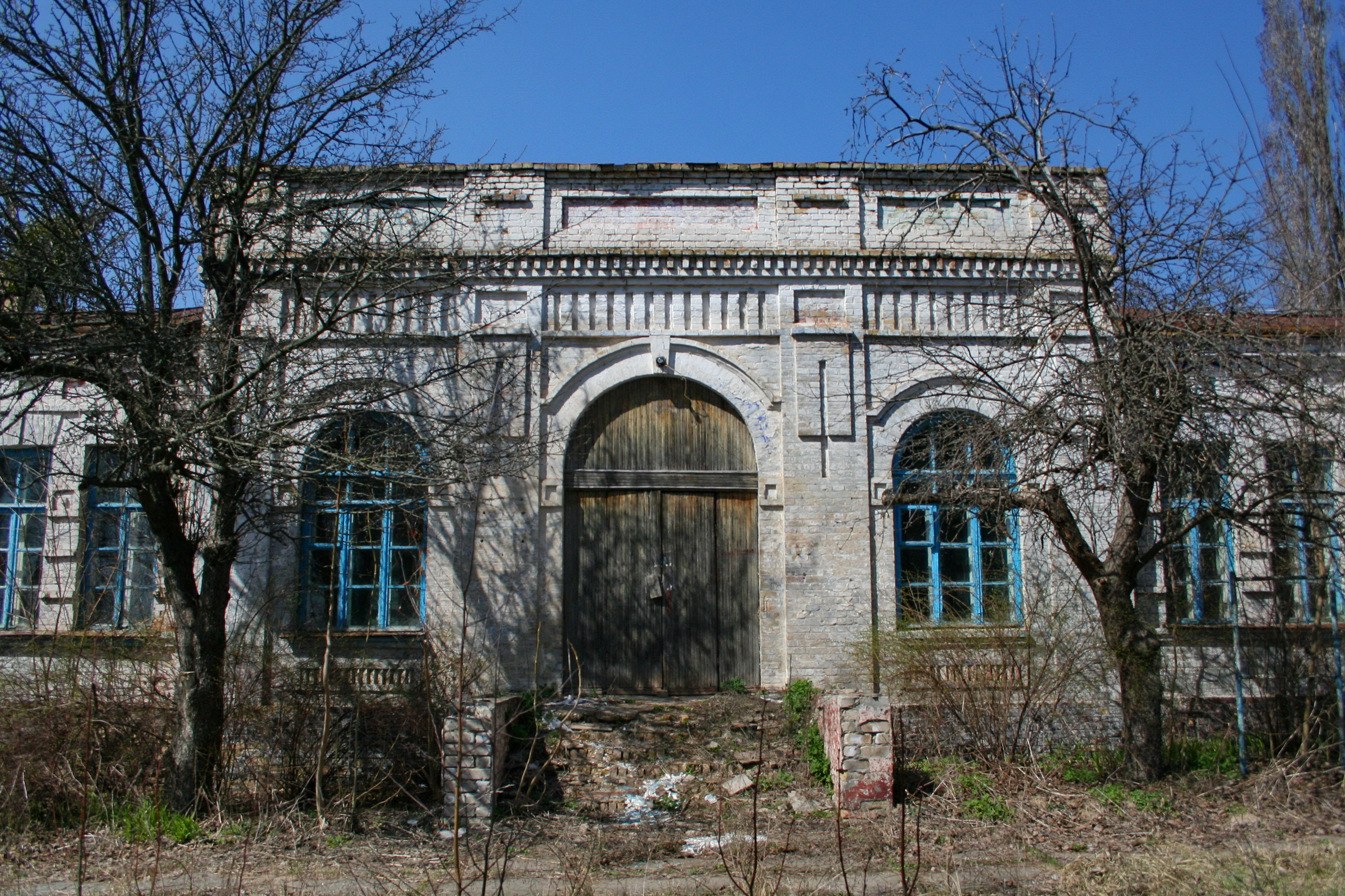
Ehemaliges Semstwo-Gebäude 2015

In dem erstmals im 18. Jahrhundert schriftlich erwähnten Dorf gab es 1741 70 Häuser und 1792 96 Häuser mit insgesamt 835 Einwohnern.

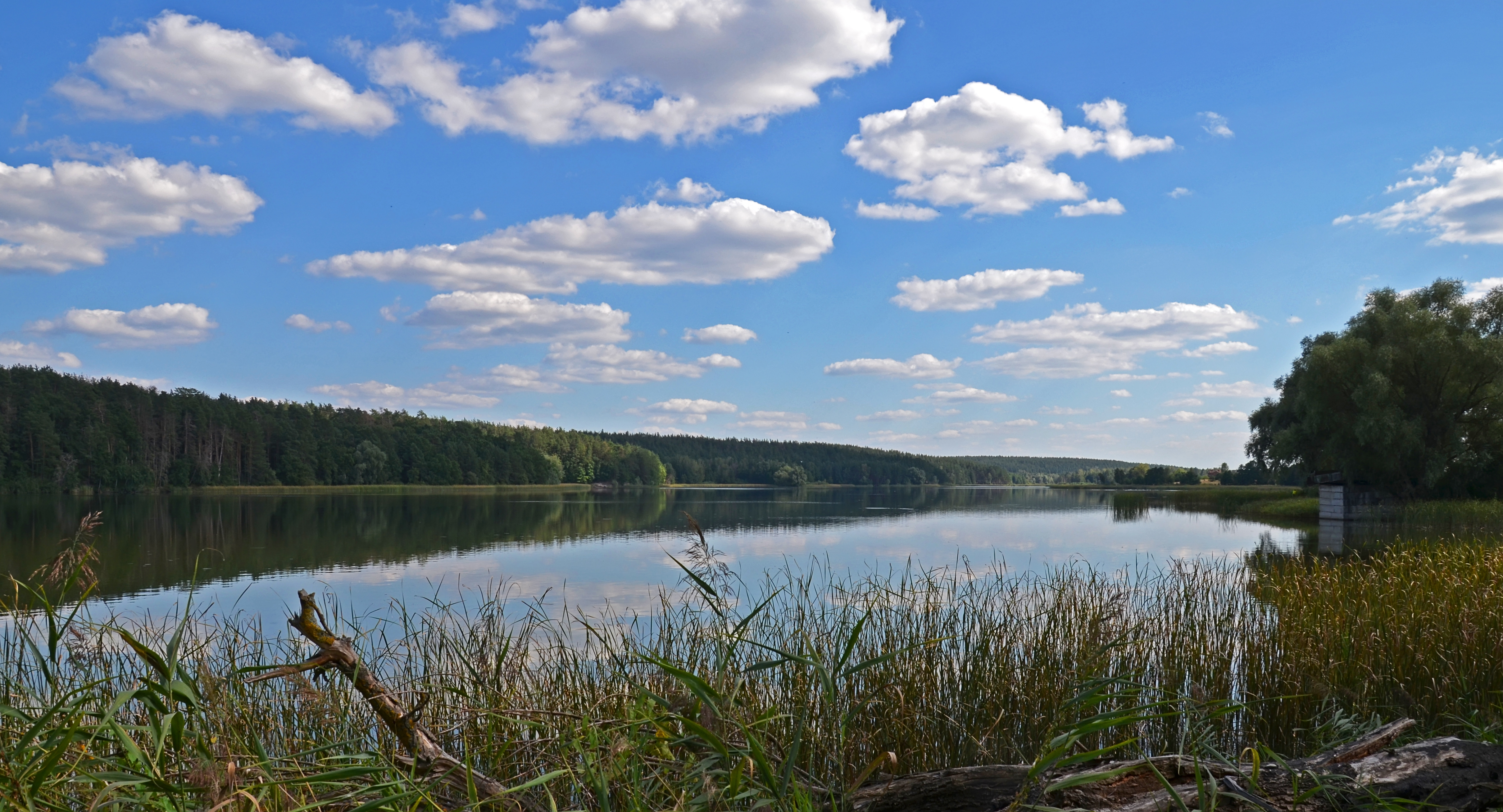
Mündung der Bobryzja in den Kaniwer Stausee

Bobryzja liegt auf einer Höhe von 92 m an der Mündung der 12 km langen Bobryzja (Бобриця), die dem Dorf seinen Namen gab, in den zum Kaniwer Stausee angestauten Dnepr.

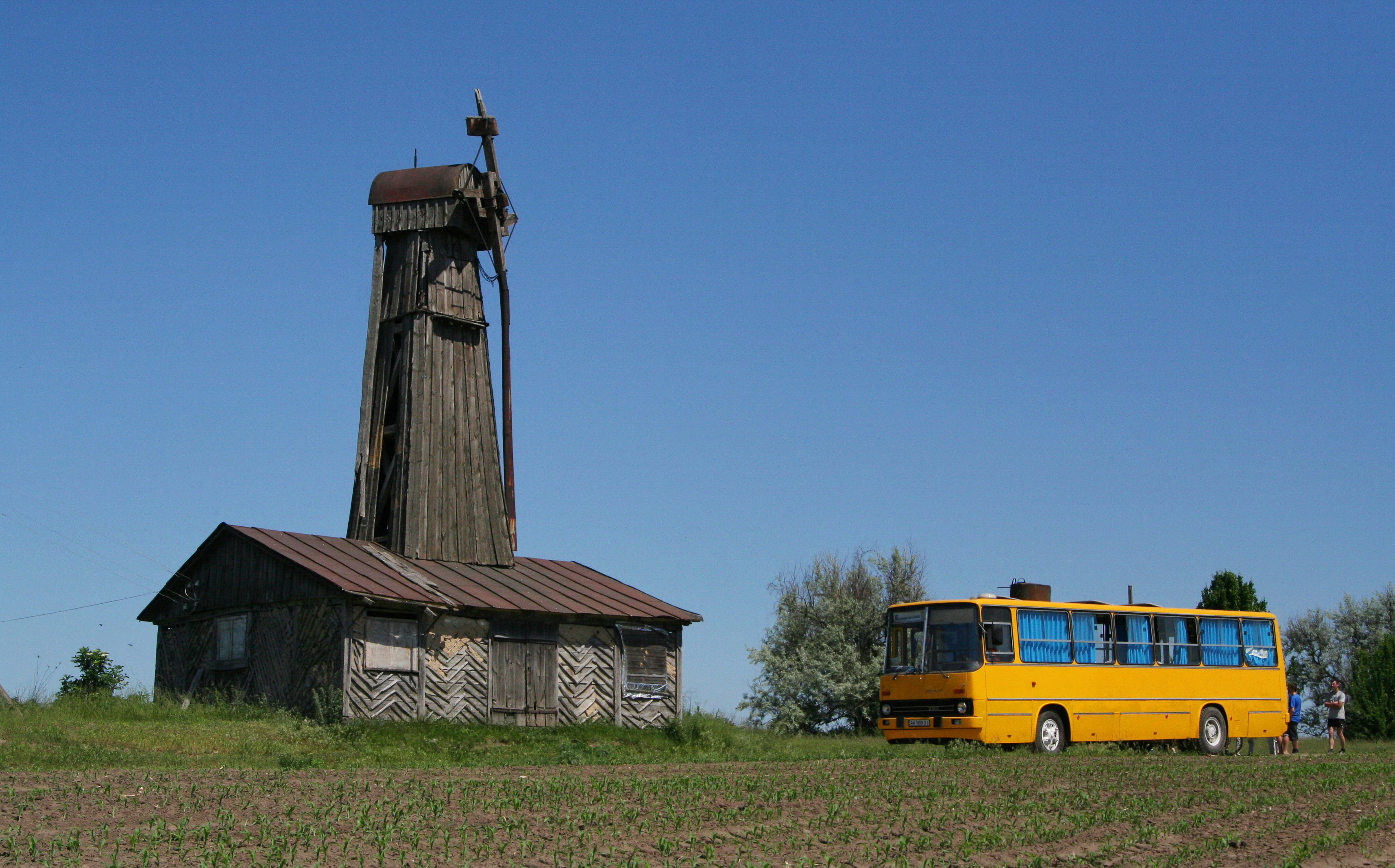
Denkmalgeschützte Ruine einer Windmühle bei Hryschtschynzi

Bobryzja befindet sich 10 km nordwestlich vom ehemaligen Rajonzentrum Kaniw und 75 km nordwestlich vom Oblastzentrum Tscherkassy.
Südlich vom Dorf verläuft die Fernstraße N 02 (Regionalstraße P–19).

## Verwaltungsgliederung
Am 15. August 2018 wurde das Dorf zum Zentrum der neugegründeten Landgemeinde Bobryzja (Бобрицька сільська громада/Bobryzka silska hromada), zu dieser zählten auch die 12 Dörfer Butschak, Hlyntscha, Hryhoriwka, Hryschtschynzi, Iwankiw, Lukowyzja, Pschenytschnyky, Studenez, Trachtemyriw, Trostjanez, Troschtschyn und Tschernyschi, bis dahin bildete es zusammen mit dem Dorf Studenez die Landratsgemeinde Bobryzja (Бобрицька сільська рада/Bobryzka silska rada) im Norden des Rajons Kaniw.
Am 12. Juni 2020 kamen noch weitere 9 in der untenstehenden Tabelle aufgelisteten Dörfer sowie die Ansiedlungen Orlowez und Rajok zum Gemeindegebiet.
Am 17. Juli 2020 kam es im Zuge einer großen Rajonsreform zum Anschluss des Rajonsgebietes an den Rajon Tscherkassy.
Folgende Orte sind neben dem Hauptort Bobryzja Teil der Gemeinde:
| Name                     | Name        | Name                         |
| ukrainisch transkribiert | ukrainisch  | russisch                     |
| ------------------------ | ----------- | ---------------------------- |
| Beresnjahy               | Бересняги   | Бересняги (Beresnjagi)       |
| Butschak                 | Бучак       | Бучак                        |
| Hlyntscha                | Глинча      | Глинча (Glintscha)           |
| Hryhoriwka               | Григорівка  | Григоровка (Grigorowka)      |
| Hryschtschynzi           | Грищинці    | Грищинцы (Grischtschinzy)    |
| Iwankiw                  | Іваньків    | Иваньков (Iwankow)           |
| Kosariwka                | Козарівка   | Козаровка (Kosarowka)        |
| Kowali                   | Ковалі      | Ковали (Kowali)              |
| Kuryliwka                | Курилівка   | Куриловка (Kurilowka)        |
| Lasirzi                  | Лазірці     | Лазорцы (Lasorzy)            |
| Lukowyzja                | Луковиця    | Луковица (Lukowiza)          |
| Lytwynez                 | Литвинець   | Литвинец (Litwinez)          |
| Orlowez                  | Орловець    | Орловец                      |
| Potapzi                  | Потапці     | Потапцы (Potapzy)            |
| Pschenytschnyky          | Пшеничники  | Пшеничники (Pschenitschniki) |
| Pyschtschalnyky          | Пищальники  | Пищальники (Pischtschalniki) |
| Rajok                    | Райок       | Раёк                         |
| Studenez                 | Студенець   | Студенец                     |
| Synjawka                 | Синявка     | Синявка (Sinjawka)           |
| Trachtemyriw             | Трахтемирів | Трахтемиров (Trachtemirow)   |
| Trostjanez               | Тростянець  | Тростянец                    |
| Troschtschyn             | Трощин      | Трощин (Troschtschin)        |
| Tschernyschi             | Черниші     | Черныши                      |